# انتونیو کالپ
انتونیو کالپ (انگلیسی: Antonio Calpe; ۴ فوریهٔ ۱۹۴۰ – ۷ آوریل ۲۰۲۱) بازیکن فوتبال اهل اسپانیا بود.
از باشگاه‌هایی که در آن بازی کرده‌است می‌توان به باشگاه فوتبال لوانته و باشگاه فوتبال رئال مادرید اشاره کرد.
وی همچنین در تیم ملی فوتبال اسپانیا بازی کرده‌است.